# Niu (sockenhuvudort i Kina, Tibet Autonomous Region, lat 29,57, long 91,03)
Niu (kinesiska: 柳梧, 桑杰贡巴, 柳梧村) är en sockenhuvudort i Kina. Den ligger i den autonoma regionen Tibet, i den sydvästra delen av landet, omkring 14 kilometer sydväst om regionhuvudstaden Lhasa. Antalet invånare är 6 027. Befolkningen består av 2 565 kvinnor och 3 462 män. Barn under 15 år utgör 17,0 %, vuxna 15-64 år 77 %, och äldre över 65 år 4,0 %.
Runt Niu är det tätbefolkat, med 266 invånare per kvadratkilometer. Närmaste större samhälle är Lhasa, 11,3 km nordost om Niu. Trakten runt Niu består i huvudsak av gräsmarker.
Genomsnittlig årsnederbörd är 847 millimeter. Den regnigaste månaden är juli, med i genomsnitt 258 mm nederbörd, och den torraste är december, med 2 mm nederbörd.